# تیتوزویل (نیویورک)
تیتوزویل (به انگلیسی: Titusville) یک منطقهٔ مسکونی در ایالات متحده آمریکا است که در نیویورک واقع شده است. تیتوزویل ۱٫۸ کیلومتر مربع مساحت و ۸۱۱ نفر جمعیت دارد و ۶۷ متر بالاتر از سطح دریا واقع شده است.